# Kepashiato
Kepashiato (en machiguenga: Ipatshiato) es una localidad peruana, capital del distrito de Kumpirushiato ubicado en la provincia de La Convención en el departamento del Cuzco.

## Toponimia
La palabra Kepashiato proviene de los vocablos machiguengas ipat, 'palmera' y shiato, 'quebrada', por los que el topónimo nativo Ipatshiato significa 'palmera de la quebrada'.

## Historia
Oficialmente, el centro poblado de Kepashiato fue creado el 10 de mayo de 1988 bajo la resolución del alcaldía N° 036, en el primer gobierno del presidente Alan García; fue elevada a la categoría capital junto con la creación del distrito de Kumpirushiato el 17 de marzo del 2021.

## Geografía
Se encuentra ubicada a orillas del río Kepashiato a una altitud de 671 m s. n. m., en una zona cálida; la temperatura media anual varía entre 18 °C y 24 °C aproximadamente.

### Clima
| Parámetros climáticos promedio de Kepashiato - (2021) | Parámetros climáticos promedio de Kepashiato - (2021) | Parámetros climáticos promedio de Kepashiato - (2021) | Parámetros climáticos promedio de Kepashiato - (2021) | Parámetros climáticos promedio de Kepashiato - (2021) | Parámetros climáticos promedio de Kepashiato - (2021) | Parámetros climáticos promedio de Kepashiato - (2021) | Parámetros climáticos promedio de Kepashiato - (2021) | Parámetros climáticos promedio de Kepashiato - (2021) | Parámetros climáticos promedio de Kepashiato - (2021) | Parámetros climáticos promedio de Kepashiato - (2021) | Parámetros climáticos promedio de Kepashiato - (2021) | Parámetros climáticos promedio de Kepashiato - (2021) | Parámetros climáticos promedio de Kepashiato - (2021) |
| Mes                                                   | Ene.                                                  | Feb.                                                  | Mar.                                                  | Abr.                                                  | May.                                                  | Jun.                                                  | Jul.                                                  | Ago.                                                  | Sep.                                                  | Oct.                                                  | Nov.                                                  | Dic.                                                  | Anual                                                 |
| ----------------------------------------------------- | ----------------------------------------------------- | ----------------------------------------------------- | ----------------------------------------------------- | ----------------------------------------------------- | ----------------------------------------------------- | ----------------------------------------------------- | ----------------------------------------------------- | ----------------------------------------------------- | ----------------------------------------------------- | ----------------------------------------------------- | ----------------------------------------------------- | ----------------------------------------------------- | ----------------------------------------------------- |
| Temp. máx. media (°C)                                 | 23.3                                                  | 23.2                                                  | 23.3                                                  | 23.3                                                  | 22.8                                                  | 22.4                                                  | 22.3                                                  | 23.3                                                  | 24.1                                                  | 24.1                                                  | 23.5                                                  | 23.3                                                  | 23.2                                                  |
| Temp. media (°C)                                      | 19.2                                                  | 19.1                                                  | 19.2                                                  | 19                                                    | 18.4                                                  | 17.9                                                  | 17.6                                                  | 18.2                                                  | 19.1                                                  | 19.5                                                  | 19.4                                                  | 19.3                                                  | 18.8                                                  |
| Temp. mín. media (°C)                                 | 16.6                                                  | 16.6                                                  | 16.4                                                  | 15.7                                                  | 15                                                    | 14.4                                                  | 13.7                                                  | 13.7                                                  | 14.6                                                  | 15.7                                                  | 16.6                                                  | 16.7                                                  | 15.5                                                  |
| Precipitación total (mm)                              | 302                                                   | 311                                                   | 224                                                   | 139                                                   | 86                                                    | 54                                                    | 55                                                    | 77                                                    | 110                                                   | 161                                                   | 199                                                   | 286                                                   | 2004                                                  |
| Días de lluvias (≥ 1 mm)                              | 21                                                    | 19                                                    | 21                                                    | 18                                                    | 14                                                    | 9                                                     | 10                                                    | 13                                                    | 17                                                    | 20                                                    | 20                                                    | 21                                                    | 203                                                   |
| Humedad relativa (%)                                  | 88                                                    | 89                                                    | 88                                                    | 87                                                    | 87                                                    | 86                                                    | 84                                                    | 82                                                    | 80                                                    | 84                                                    | 87                                                    | 89                                                    | 85.9                                                  |
| Fuente: climate-data.org                              |                                                       |                                                       |                                                       |                                                       |                                                       |                                                       |                                                       |                                                       |                                                       |                                                       |                                                       |                                                       |                                                       |

## Economía
Kepashiato es eminentemente productora del café, además se produce cacao, achiote (achuete) y entre otros, éstos siendo la base de la economía familiar; podemos encontrar también frutas como plátano, naranja, lima, etc.